# カヤバシステムマシナリー
カヤバシステムマシナリー株式会社(英文社名 : KAYABA SYSTEM MACHINERY Co.,Ltd.)は、土木建設機械、産業機械、免震装置及び舞台装置などを製造していた日本の株式会社。2021年7月1日付でKYBへ吸収合併された。

## 沿革
- 1958年 - 日本鉱機(株)を設立。
- 1970年 - 日本鉱機(株)がヘジャクレス生産開始。
- 1985年 - カヤバ工業が舞台装置事業に進出。
- 1986年 - 日本鉱機(株)がブームヘッダー国産開始。
- 1988年 - カヤバ工業が舞台装置販売会社である株式会社カヤバレイステージを設立。
- 2004年 - カヤバ工業が装置事業部、株式会社カヤバレイステージ、日本鉱機(株)の分割合併・名称変更でカヤバシステムマシナリーを発足。
- 2005年 - カヤバ工業が通称社名KYB株式会社を採用。
- 2006年 - KYBより免制震製品を移管。
- 2009年 - 日本ムーグ株式会社と自動車試験機分野で業務提携。
- 2010年 - 台湾事業所を開設。三重工場の事務所を西工場へ移転・集結。
- 2011年 - 相模事業所を開設
- 2013年 - 三重工場新工場・事務所竣工。
- 2015年 - カヤバ工業がKYBに商号も変更。
- 2019年 - 本社を東京都港区から三重工場へ移転。
- 2021年 - KYBへ吸収合併され解散。

## 国内拠点
- 本社・三重工場 - 三重県津市雲出長常町1129番地11
- 大阪支店 - 大阪府吹田市江坂町一丁目23番20号　TEK第2ビル3階
- 福岡支店 - 福岡県福岡市博多区博多駅東2丁目6番26号　安川産業ビル
- 相模事業所 - 神奈川県相模原市南区麻溝台1丁目12-1